# Ölzijt, Archangaj
Ölzijt (mongoliska: Өлзийт Сум, Өлзийт) är ett distrikt i Mongoliet.   Det ligger i provinsen Archangaj, i den centrala delen av landet, 300 km väster om huvudstaden Ulaanbaatar.